# ستيفان ديون
ستيفان ديون (بالفرنسية: Stéphane Dion)‏ زعيم المعارضة في البرلمان الكندي وزعيم حزب الأحرار الكندي بين عامي 2006 و2008.

## روابط خارجية
- ستيفان ديون على موقع IMDb (الإنجليزية)
- ستيفان ديون على موقع الموسوعة البريطانية (الإنجليزية)
- ستيفان ديون على موقع مونزينجر (الألمانية)
- ستيفان ديون على موقع قاعدة بيانات الفيلم (الإنجليزية)